# 博尼塔 (加利福尼亞州馬德拉縣)
博尼塔（英語：Bonita）是位於美國加利福尼亞州馬德拉縣的一個非建制地區。該地的面積和人口皆未知。

## 地理
博尼塔的座標為36°57′09″N 120°12′07″W / 36.95250°N 120.20194°W，而該地的平均海拔高度為63米（即207英尺）。